# 고코노에정
고코노에정(일본어: 九重町 고코노에마치[*])은 일본 오이타현 중서부에 있는 구스군의 정이다.

## 지리
오이타현 중서부에 위치하고 규슈 산지의 일부를 차지해 전체가 산지이다. 면적의 상당수는 아소쿠주 국립공원으로 지정되어 있고 남서부는 구마모토현과 경계를 이루고 있다. 정의 중심은 북부 규다이 본선의 각 역 부근에 분산되어 있다.

### 인접한 자치체
- 오이타현
  - 다케타시
  - 유후시
  - 구스군 구스정

- 구마모토현
  - 아소군 오구니정·미나미오구니정

## 역사
- 1896년 3월 29일 - 이다촌·히가시이다촌이 신설 합병해 노가미촌이 되었다.
- 1951년 1월 1일 - 노가미촌이 정으로 승격해 노가미정이 되었다.
- 1955년 2월 1일 - 히가시이다촌·노가미정·이다촌·미나미야마다촌이 신설 합병해 고코노에정이 되었다.

## 교통

### 철도
- 규슈 여객철도 규다이 본선

### 도로
- 오이타 자동차도
- 국도 210호선
- 국도 387호선

## 자매 도시
- 일본 나가사키현 사세보시(1991년 7월 26일)